# Ларош, Ги
Ги Ларо́ш (фр. Guy Laroche; 16 июля 1921, Ла-Рошель — 17 февраля 1989, Париж) — французский модельер, основатель одноимённой компании.

## Биография
Карьеру начал с создания дамских шляп, с 1949 года работал у Жана Дессе, став его помощником. В 1955 году посетил Нью-Йорк для изучения новых методов производства готовой одежды. В 1957 году основал дом высокой моды в Париже, в том же году представил в Париже свою первую коллекцию одежды. В 1961 году открыл бутик, в котором продавалась его новая линия готовой одежды. В 1966 году представил свою первую линию женских духов Fidji. Среди других ароматов, созданных Ларошем: Drakkar (1972), J’ai Osé (1977), Drakkar Noir (1982), Clandestine (1986), Horizon (1993).
В конце 1960-х годов создавал образцы готовой одежды для мужчин, открыв в 1966 году бутик «Guy Laroche Monsieur». В 1970-х годах перестал самостоятельно заниматься разработкой готовой одежды, сосредоточившись на создании моделей высокой моды.
Одним из наиболее известных платьев Ги Лароша стала модель, которую носила актриса Мирей Дарк, исполнявшая роль Кристин в популярной французской кинокомедии
режиссёра Ива Робера «Высокий блондин в чёрном ботинке» (1972).
В настоящее время торговая марка Guy Laroche принадлежит концерну L'Oreal.

## Награды
- дважды, в 1985 и 1989 годах, получал «Золотой напёрсток», вручаемый в Париже за самую оригинальную и элегантную коллекцию «от кутюр» сезона.
- Кавалер Ордена Почётного легиона (1987).